# روبرتو فيتوري
روبرتو فيتوري (بالإيطالية: Roberto Vittori)‏ (و. 1964 – م) هو رائد فضاء، وطيار من إيطاليا . ولد في فيتيربو .

## ريادة الفضاء
شارك في المهمات الفضائية:
- بعثة مكوك الفضاء إس تي إس 134
- Soyuz TMA-5
- Soyuz TM-34
- Soyuz TMA-6
- Soyuz TM-33.

## جوائز
حصل على جوائز منها:
- Medal "For Merit in Space Exploration".

## معرض صور

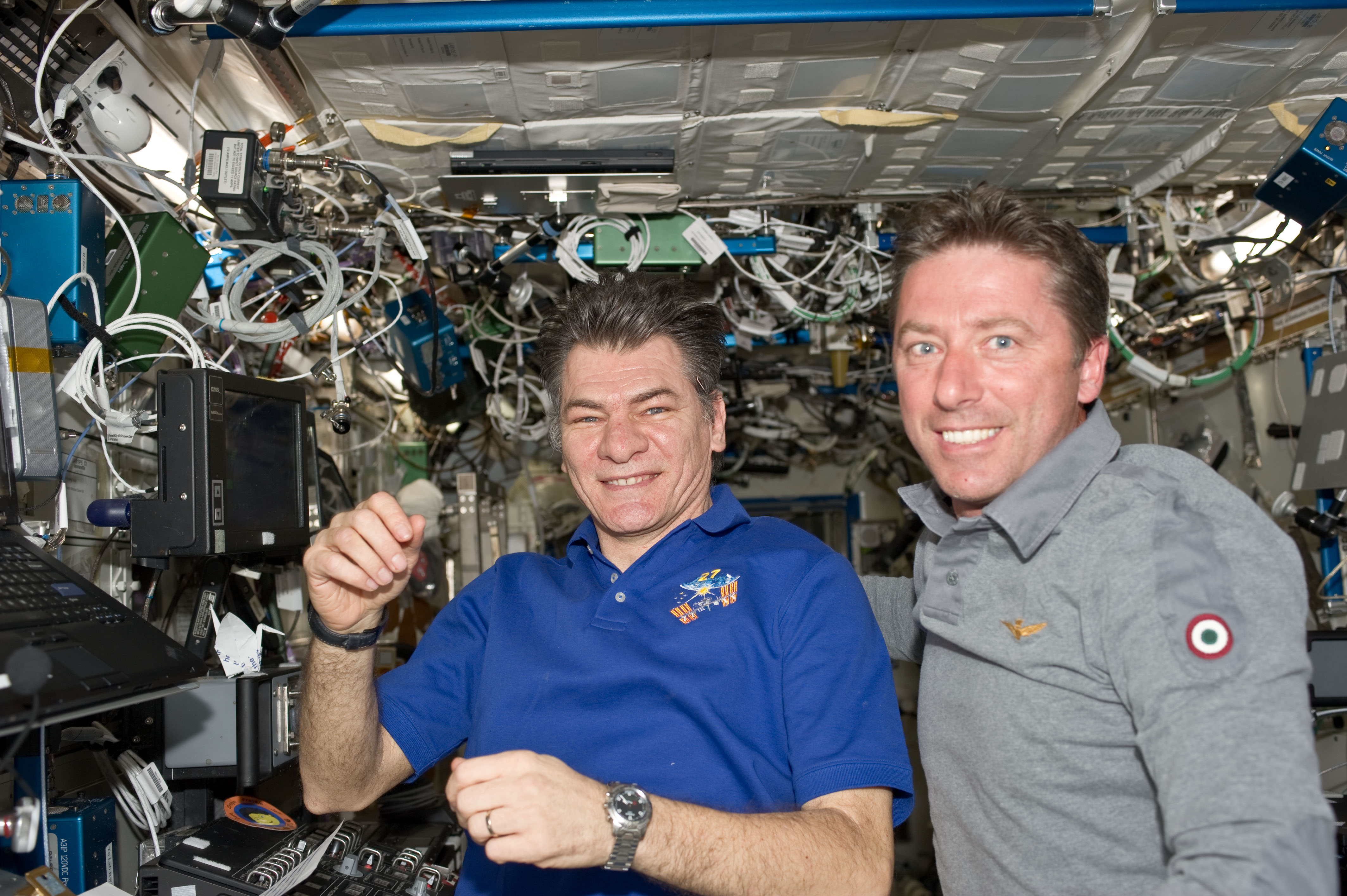
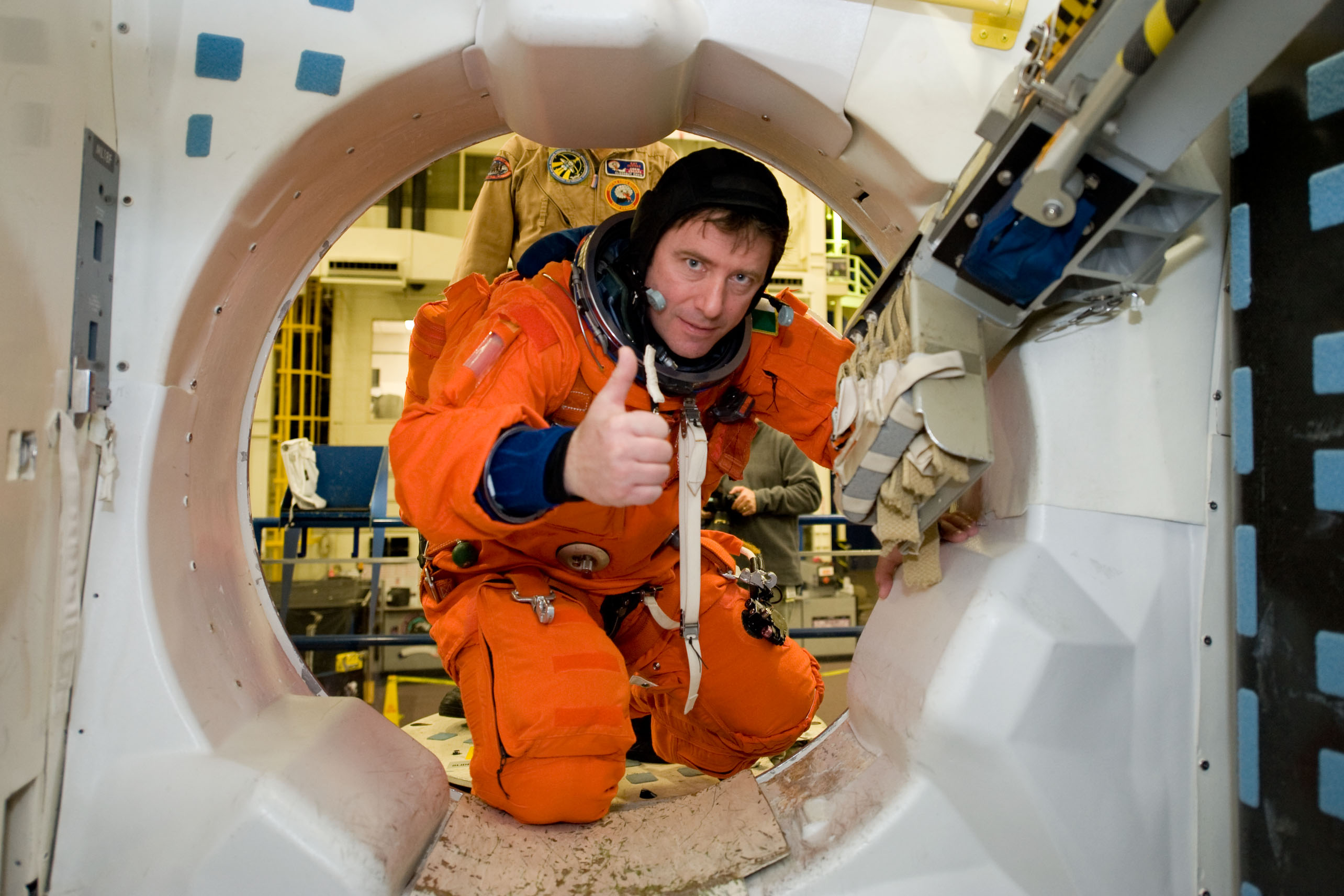
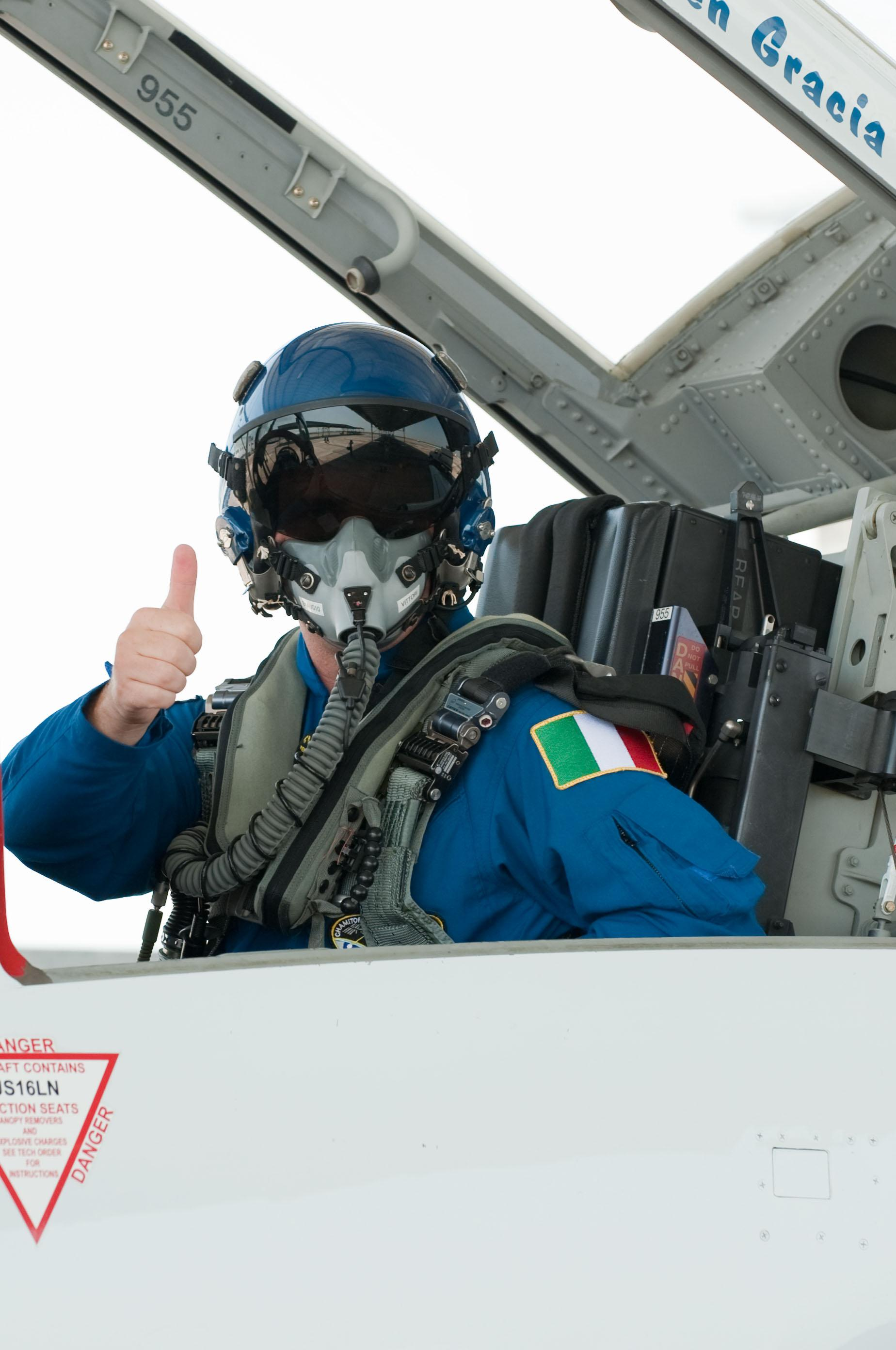